# Wielki Poniedziałek
Wielki Poniedziałek – w liturgii chrześcijańskiej drugi dzień Wielkiego Tygodnia, przypadający po Niedzieli Palmowej, rozpoczynającej oktawę obchodów Śmierci i Zmartwychwstania Jezusa Chrystusa. 
Według Ewangelii Marka Jezus w tym dniu rano przeklął drzewo figowe (Mk 11, 12-14). Następnie wszedł do świątyni i zaczął wypędzać sprzedających w niej kupców, sprowadzając na siebie gniew kapłanów. Wyrzucając kupców ze świątyni jerozolimskiej Jezus dokonał oczyszczenia tego miejsca, napominając "napisane jest – mój dom będzie domem modlitwy, a wy uczyniliście z niego jaskinię zbójców" 
(Mk 11, 15-18). Jest to okres żałoby i zadumy nad śmiercią i zmartwychwstaniem Jezusa. 
W świątyniach rzymskokatolickich dominującym kolorem jest fioletowy.
W tym dniu katolicy słyszą opis namaszczenia Jezusa w Betanii według Ewangelii Jana (J 12, 1-11) oraz proroctwo Izajasza o Słudze Bożym ofiarowanym za zbawienie świata (Iz 42, 1-7). W tym dniu msze święte są odprawiane normalnie.

## Wielki Poniedziałek w Kościele prawosławnym
W Wielki Poniedziałek w tradycji prawosławia wspomina się praojca Józefa (Rdz 39-41) i drzewko uschłego figowca (Mt 21,18-22; Mk 11,12-14).

### Elementy liturgiczne tego dnia
Troparion (ton 8):
"Oto oblubieniec nadchodzi o północy i błogosławiony sługa, którego zastanie czuwającym, niegodny jest zaś ten, którego zastanie leniącym się. Zważ, przeto, duszo moja, nie daj ogarnąć się przez sen, abyś nie została oddana śmierci i królestwa pozbawiona, lecz odrzuć sen i wołaj: Święty, Święty, Święty jesteś Boże, dla Bogurodzicy zmiłuj się nad nami."
Kontakion (ton 8):
"Jakub płacze z powodu braku Józefa, a Józef zasiada na rydwanie i czczony jest jak król, nie poddawszy się kiedyś słodyczy Egipcjanki, i wysławiony jest przez Tego, który zna ludzkie serca i ofiaruje niezniszczalny wieniec."
Ikos:
"Dodajmy jeszcze łez do płaczu, wylejmy łzy, z Jakubem opłakujmy Józefa, mądrego i czystego, który chociaż został zniewolony ciałem, zachował wolną duszę i rządził nad całym Egiptem: Bóg bowiem daje swoim sługom niezniszczalny wieniec."